# Sagum
Il sagum o sago era un tipo di mantello pesante di lana, associato spesso ai militari di basso grado e ai comuni soldati dell'antica Roma; in questo si contrappone al paludamentum, il quale veniva indossato da generali o ufficiali di alto rango. L'uso è attestato sin dai primi tempi repubblicani fino all'età imperiale.

## Descrizione
Per il suo uso prevalentemente militare, il sagum veniva contrapposto alla toga, vista come indumento di pace. Nel periodo repubblicano, il sagum era indossato da tutti i cittadini - tranne quelli di rango consolare - anche all'interno delle mura cittadine. Cicerone, nelle Filippiche usa locuzioni come 'in sagis esse' per indicare uno status bellico. Allo stesso modo, Livio e Velleio Patercolo ricordano entrambi che in occasione della Guerra sociale il sagum venne indossato per ben due anni.
Il sagum era aperto frontalmente, di lunghezza variabile, ma solitamente fino al ginocchio, e fermato sulla spalla da una fibula. La forma esterna era simile al paludamentum, ma ne variava nella composizione, essendo di lana grezza e spessa. Orazio lo cita come indumento usato anche da generali o ufficiali punici, ma in tale accezione è più comune ritrovarlo sotto il diminutivo di sagulum. Altri popoli usavano il sagum, o comunque un simile mantello di lana grezza, come i Sarmati, i Celtiberi, i Germani, o i Galli, cui viene attribuito l'uso di un versicolor sagulum, cioè di un sagum variopinto. Tra le riparazioni belliche che vennero imposte a Numanzia e Tiermes alla fine delle Guerre celtibere, vi fu la fornitura di 9000 saga.
Il suo uso inoltre poteva essere associato a schiavi e persone di bassa estrazione sociale.